# Arrested Development - Ti presento i miei
Arrested Development - Ti presento i miei (Arrested Development) è una serie televisiva statunitense prodotta dal 2003 al 2019.
Lo show racconta le vicende di Michael Bluth, un giovane manager, e i suoi tentativi per cercare di salvare l'azienda di famiglia dal fallimento, oltre che l'integrità stessa dei suoi eccentrici parenti – tra i quali Michael è, di fatto, l'unica persona dotata di buon senso. Tra i produttori della serie figura Ron Howard, il quale nella versione originale è anche la voce narrante, non accreditata, degli episodi.
Arrested Development ha debuttato in prima visione negli Stati Uniti su Fox il 2 novembre 2003. La serie ha vinto sei Emmy Awards, un Golden Globe e altri numerosi riconoscimenti, ed è stata tra le più premiate ed elogiate dalla critica negli anni 2000, oltre ad attrarre le attenzioni di diversi fanbase online; nel 2007 è stata inserita da Time nella lista "100 Best TV Shows of All-TIME", mentre Entertainment Weekly l'ha inserita tra i "New TV Classics".

## Trama
(Frase introduttiva di ogni episodio della serie televisiva)
Newport Beach. Michael Bluth è un giovane padre, vedovo, impegnato nel portare avanti l'azienda di famiglia, la Bluth Company, specializzata nella costruzione di case prefabbricate. L'uomo, di fatto, è l'unica persona seria e responsabile all'interno del suo disfunzionale nucleo familiare: il padre George Senior è un pessimo manager il quale peraltro tradisce da anni sua moglie Lucille, un'altolocata e viziata signora; Lindsay è la sorella gemella di Michael, bella, superficiale e spendacciona, sposata con Tobias, uno strambo medico con la passione della recitazione, e madre di Maeby, una problematica adolescente; il fratello maggiore "G.O.B." è un irresponsabile cronico che insegue il sogno di diventare illusionista, mentre il fratello minore Buster è un trentenne mammone e insicuro; George-Michael è invece il figlio di Michael, un tredicenne un po' introverso ma onesto e giudizioso.
Preoccupato dai molti esempi negativi che il figlio rischia di ricevere dai parenti, Michael vuole una volta per tutte tagliare i ponti con la sua famiglia — che a suo dire è sempre stata più attenta a tenere alto il proprio tenore di vita, che non al benessere dell'azienda — e ricominciare altrove una nuova vita. I suoi piani vanno però a monte quanto la Bluth Company viene investita da una grave crisi finanziaria: George Senior, artefice della situazione per via della sua scellerata gestione dei fondi, finisce in galera, e l'azienda si ritrova di colpo a un passo dal fallimento. Supplicato dai suoi familiari, Michael decide quindi di restare per risolvere la situazione, cercando di salvare l'azienda di famiglia appellandosi al Chapter 11, tentando di far uscire suo padre di prigione, e iniziando al contempo a districarsi in una serie di interminabili guai.

## Episodi
Le prime tre stagioni della serie sono state trasmesse in prima visione negli Stati Uniti da Fox dal 2 novembre 2003 al 10 febbraio 2006. Dal 2013 ne è stato prodotto un revival consistente in due nuove stagioni, rese disponibili in streaming da Netflix, contemporaneamente in vari Paesi del mondo, dal 26 maggio 2013; la serie è stata cancellata ufficialmente dopo la pubblicazione della quinta stagione.
In Italia le prime due stagioni sono state trasmesse in prima visione satellitare da Fox dal 12 maggio 2004, e poi in chiaro da Italia 1 dal 4 luglio 2005; la terza stagione è andata in onda in prima visione in chiaro su Iris dal 12 agosto 2009; la quarta è stata infine resa disponibile da Netflix dal 22 ottobre 2015. Inizialmente in Italia la serie è stata trasmessa da Fox con il titolo originale Arrested Development. Successivamente Mediaset l'ha programmata sui suoi canali con il titolo Ti presento i miei... L'edizione italiana home video della serie ha infine assunto il titolo definitivo di Arrested Development - Ti presento i miei.
| Stagione                                       | Episodi | Prima TV originale | Prima TV in italiano |
| ---------------------------------------------- | ------- | ------------------ | -------------------- |
| Prima stagione                                 | 22      | 2003-2004          | 2004                 |
| Seconda stagione                               | 18      | 2004-2005          | 2005                 |
| Terza stagione                                 | 13      | 2005-2006          | 2009                 |
| Quarta stagione                                | 15      | 2013               | 2015                 |
| Remix della stagione 4: Conseguenze disastrose | 22      | 2018               | 2018                 |
| Quinta stagione                                | 16      | 2018-2019          | 2018-2019            |

## Personaggi e interpreti

### Personaggi principali
- Michael Bluth (stagioni 1-in corso), interpretato da Jason Bateman, doppiato da Vittorio Guerrieri.
È il protagonista e punto di snodo di tutta la serie. Michael è un giovane manager che non ha mai veramente sopportato la sua famiglia, da lui ritenuta troppo egoista e superficiale. Quando però la Bluth Company rischia di fallire, non esita a mettere da parte tutto il suo risentimento per cercare di salvare la situazione. È rimasto vedovo molto giovane, e da allora non ha mai più avuto una storia seria con un'altra donna, forse per non ferire i sentimenti di George-Michael, il suo figlio tredicenne.
- Lindsay Bluth-Fünke (stagioni 1-in corso), interpretata da Portia de Rossi, doppiata da Caterina Rochira.
È la sorella gemella di Michael. È sposata con Tobias, da cui ha avuto la figlia Maeby, ma ormai da anni il loro matrimonio sembra versare in una crisi irreversibile. Sotto alcuni aspetti, come l'essere spendacciona e vanitosa, è simile a sua madre Lucille, ma il fatto di essere la gemella di Michael ne fa la persona, all'interno della famiglia, con cui lui riesce a essere più in sintonia.
- George Oscar "G.O.B." Bluth II (stagioni 1-in corso), interpretato da Will Arnett, doppiato da Gaetano Varcasia (st. 1-3) e Luigi Scribani (st. 4-in corso).
È il fratello maggiore di Michael. Nonostante l'età, Gob non ha ancora imparato cosa voglia dire assumersi delle responsabilità, risultando forse la persona più inaffidabile della famiglia. Il suo sogno nel cassetto, che cerca di realizzare nei più disparati modi, è quello di diventare un grande illusionista.
- George-Michael Bluth (stagione 1-in corso), interpretato da Michael Cera, doppiato da Davide Perino.
È il figlio di Michael. Timido e introverso, è segretamente innamorato della cugina Maeby, insieme alla quale gestisce il Frozen Banana, un piccolo chiosco di banane sulla spiaggia dove in passato tutti i membri della famiglia Bluth hanno iniziato a lavorare.
- Mae "Maeby" Fünke (stagioni 1-in corso), interpretata da Alia Shawkat, doppiata da Monica Vulcano.
È la figlia di Lindsay e Tobias. Odia la madre e il padre, e Michael e George-Michael sono le uniche persone della famiglia da cui si sente compresa. Qualche volta si dimostra anche ribelle e avventurosa, trascinando George-Michael (il quale, innamorato di lei, non riesce mai a dirle di no) in situazioni abbastanza problematiche per degli adolescenti.
- Byron "Buster" Bluth (stagioni 1-in corso), interpretato da Tony Hale, doppiato da Maurizio Fiorentini.
È il fratello minore di Michael. Essendo il figlio più piccolo della famiglia, Buster è sempre stato coccolato, difeso e protetto dalla madre Lucille, con il risultato che adesso è un trentenne infantile, insicuro e indifeso. Si innamora suo malgrado dell'anziana vicina di casa, Lucille Austero, e questa situazione lo porta a decidere, finalmente, di allontanarsi dall'ossessiva protezione materna.
- Tobias Fünke (stagioni 1-in corso), interpretato da David Cross, doppiato da Marco Mete (st. 1-3) e Mauro Gravina (st. 4-in corso).
È il marito di Lindsay. Tobias è uno strano dottore, nevrotico e ossessionato dalla fobia di non poter mai rimanere nudo. Convinto, a differenza della moglie, che il suo sia un matrimonio perfetto, con il tempo capisce che la sua vera vocazione non è la medicina, bensì la recitazione, cercando così in tutte le maniere di diventare un attore.
- George Bluth Senior (stagioni 1-in corso), interpretato da Jeffrey Tambor, doppiato da Bruno Alessandro.
È il padre di Michael. La sua sottrazione di fondi dall'azienda di famiglia lo ha portato dritto in prigione, e ha trascinato la Bluth Company in una situazione finanziaria disastrosa. Durante la detenzione George sembra finalmente capire i tanti errori commessi durante la sua vita, convertendosi alla religione e assumendosi la totale responsabilità di tutto quanto accaduto, ma in realtà ogni volta che qualcuno gli concede un briciolo di fiducia, George non fa altro che tentare la fuga per sfuggire alla legge.
- Lucille Bluth (stagioni 1-in corso), interpretata da Jessica Walter, doppiata da Ada Maria Serra Zanetti.
È la madre di Michael. Lucille è un'altolocata e cinica signora di Newport Beach, da sempre abituata al lusso e al potere, che non accetta in alcun modo di cambiare il suo stile di vita in seguito ai guai finanziari della Bluth Company.

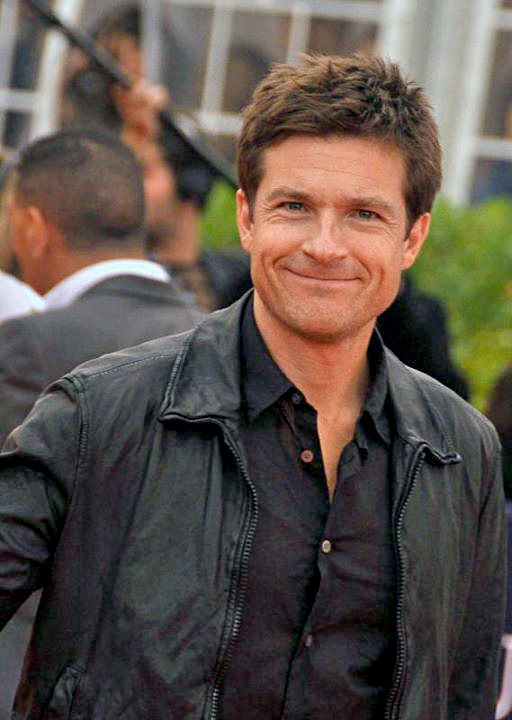
Jason Bateman interpreta Michael Bluth
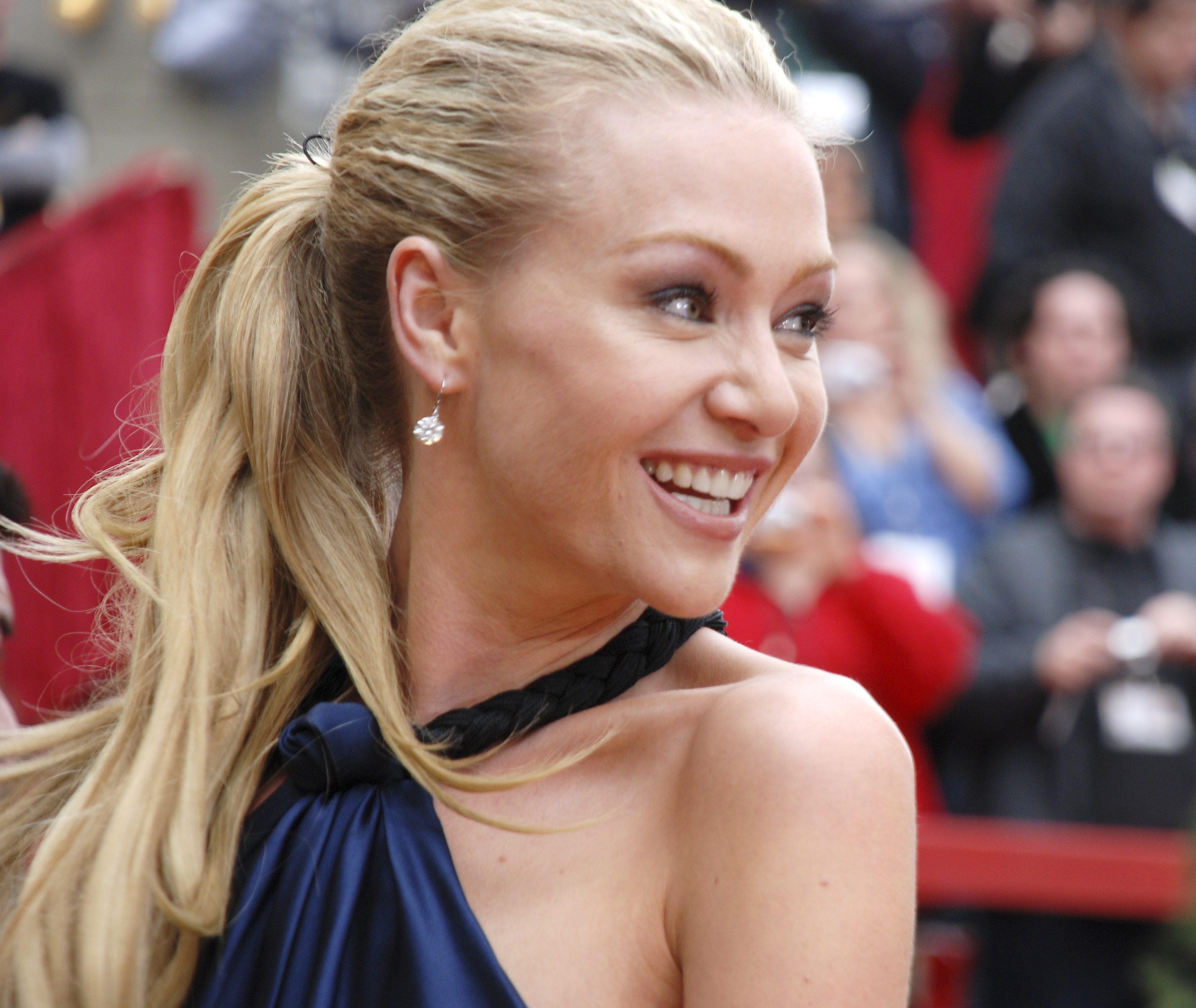
Portia De Rossi interpreta Lindsay Bluth-Fünke
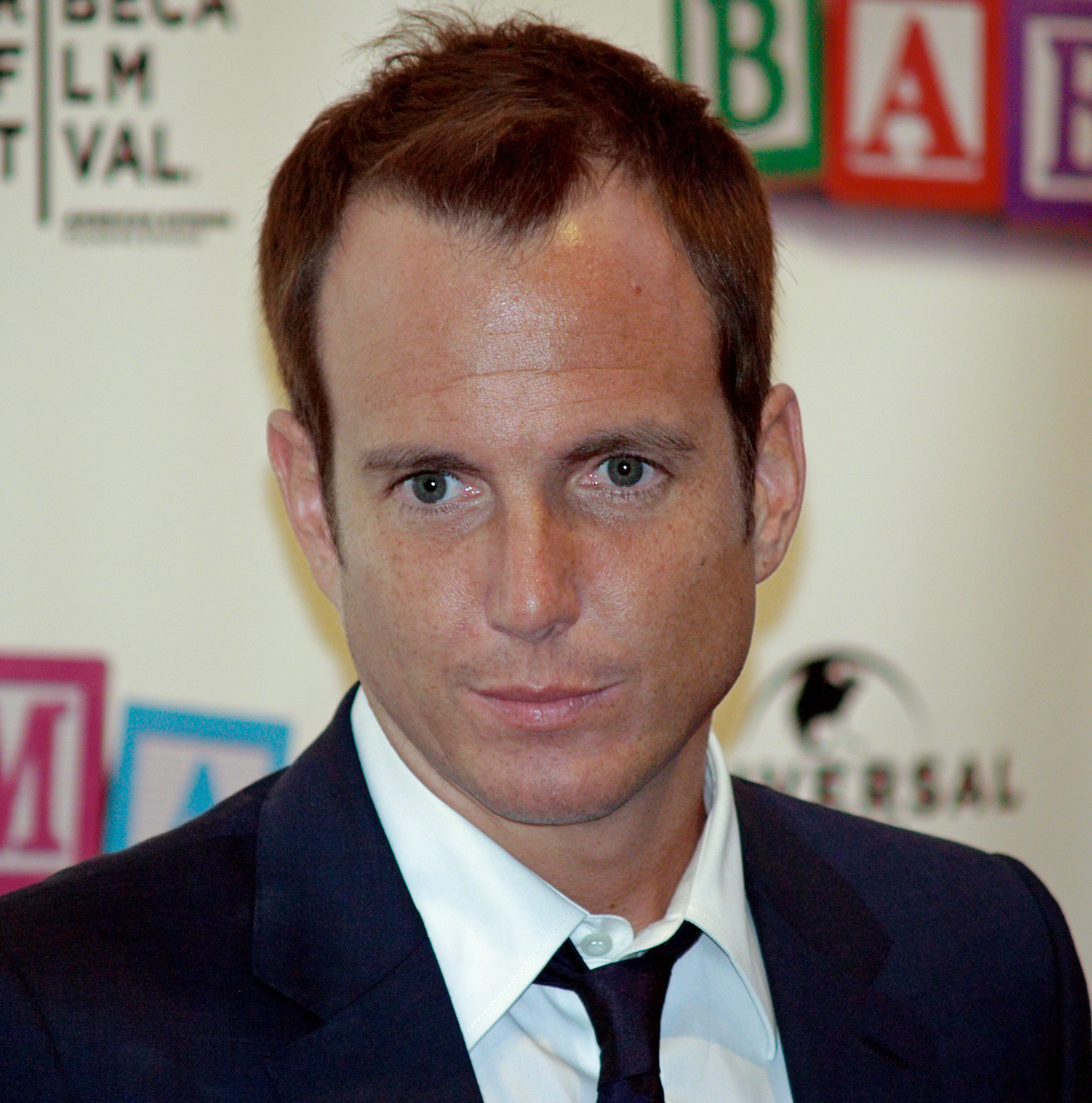
Will Arnett interpreta "G.O.B." Bluth
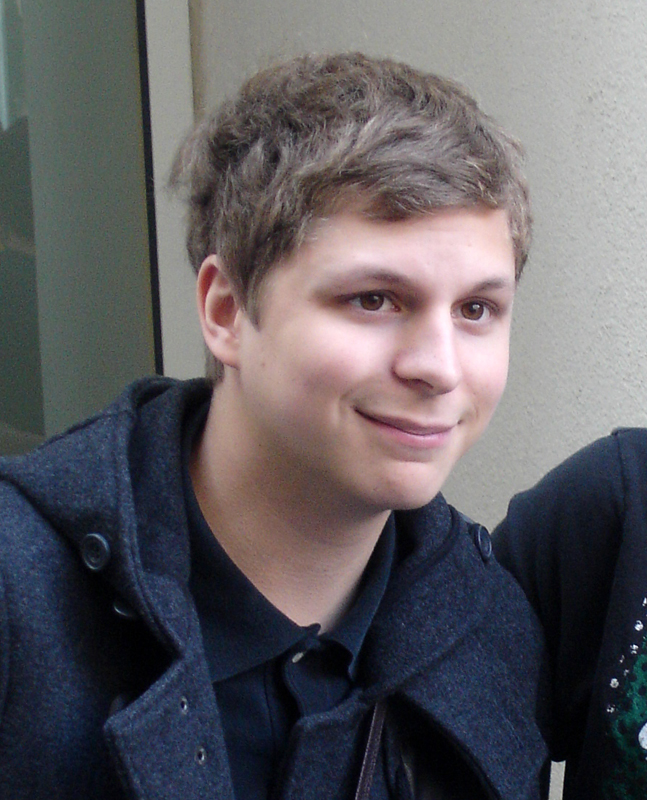
Michael Cera interpreta George-Michael Bluth
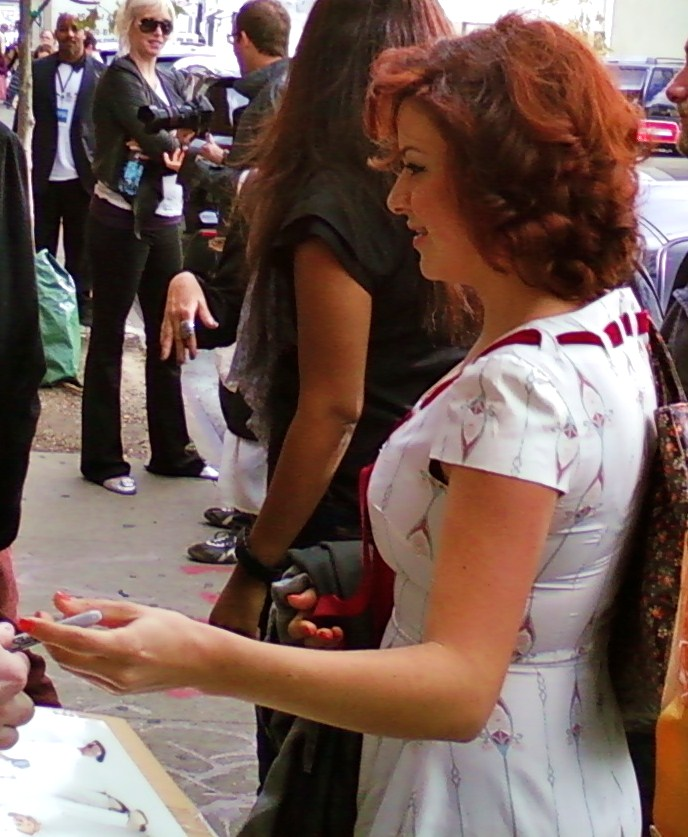
Alia Shawkat interpreta "Maeby" Fünke
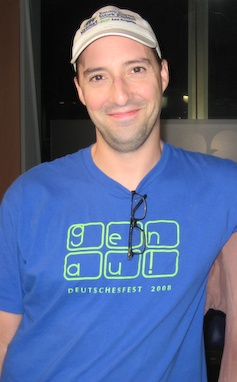
Tony Hale interpreta "Buster" Bluth
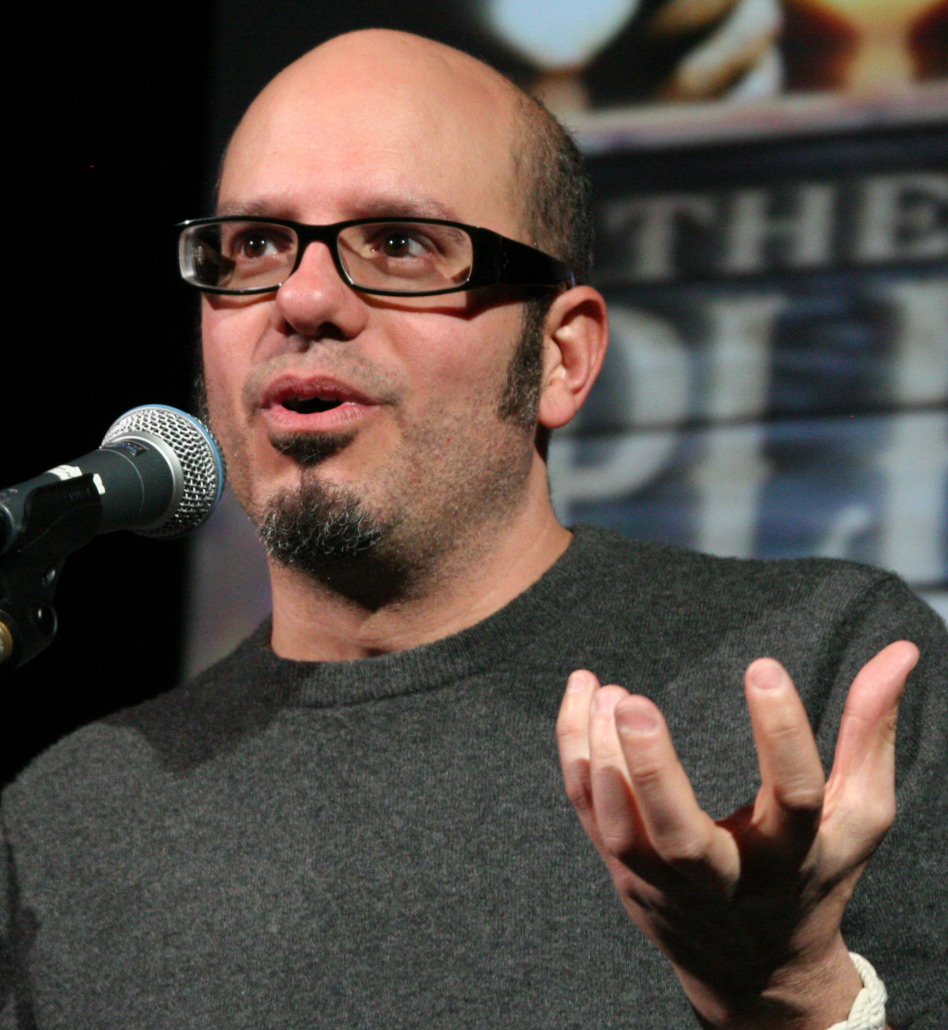
David Cross interpreta Tobias Fünke
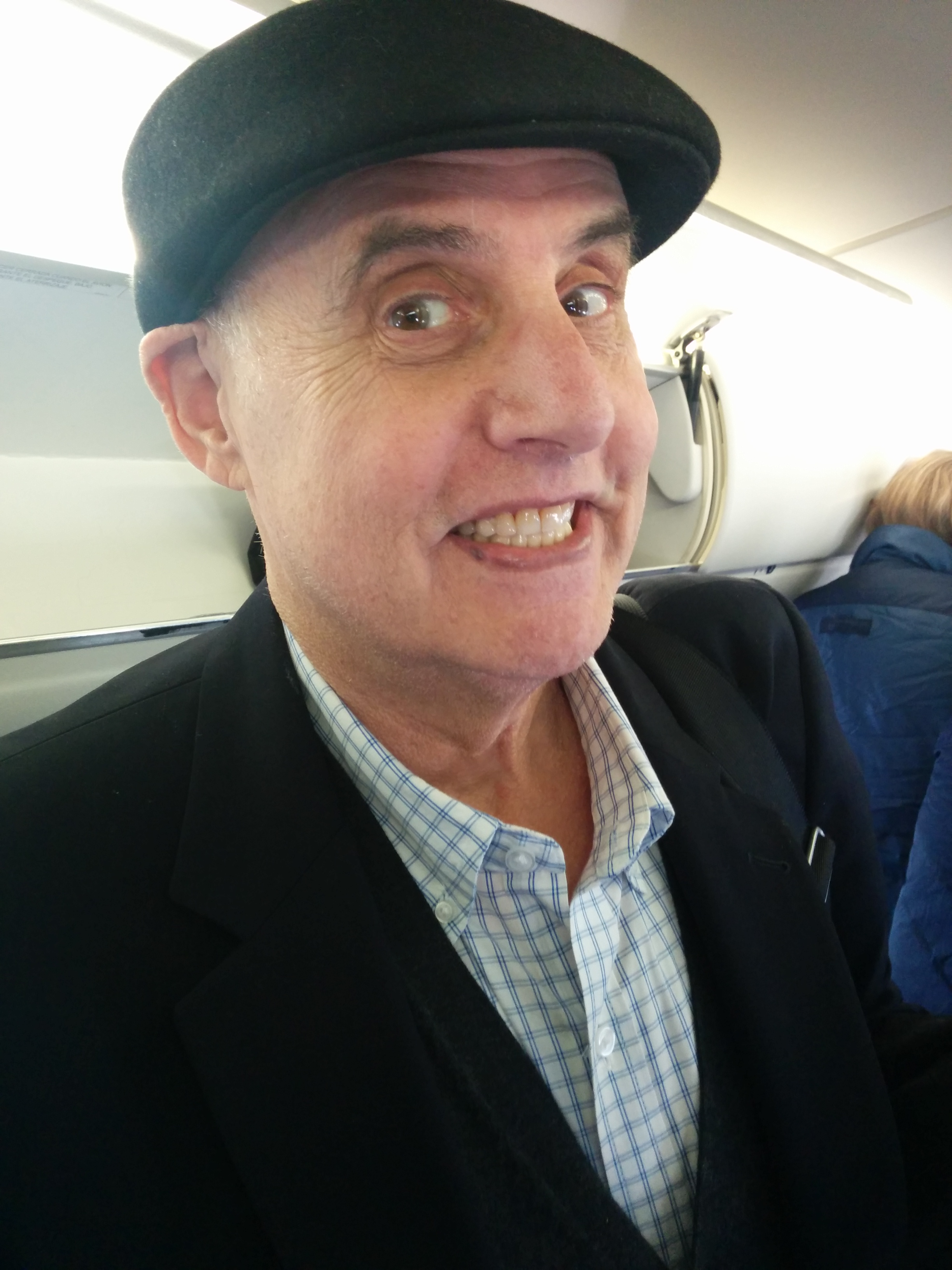
Jeffrey Tambor interpreta il doppio ruolo di George Bluth Senior e Oscar Bluth
Jessica Walter interpreta Lucille Bluth

### Personaggi secondari
- Steve Holt (stagioni 1-in corso), interpretato da Justin Grant Wade.
È un compagno di scuola di George-Michael e Maeby; quest'ultima ha una cotta per lui. È ormai un adulto, ripetente cronico della scuola. Entra sempre in scena gridando a gran voce il suo nome «Steve Holt!»
- Lucille "Lucille 2" Austero (stagioni 1-in corso), interpretata da Liza Minnelli, doppiata da Rita Savagnone.
È la vicina di casa di Lucille Bluth, da tutti ribattezzata "Lucille 2" per non confonderla, in costante competizione con lei. Vive una tormentata relazione con Buster.
- Kitty Sanchez (stagioni 1-in corso), interpretata da Judy Greer.
È la segretaria della Bluth Company. Si scopre in seguito che in realtà è anche l'amante di George da molti anni; proprio questa sua relazione l'ha portata a conoscere molti segreti che adesso potrebbero salvare l'azienda, e che Michael cerca disperatamente di conoscere.
- Lupe (stagioni 1-3), interpretata da BW Gonzales.
È la domestica di Lucille Bluth, continuamente maltrattata e vessata.
- Annyong (stagioni 1-in corso), interpretato da Justin Lee.
È un orfano coreano adottato da Lucille Bluth per "ripicca" dopo che Buster decide di andarsene di casa.
- Barry Zuckerkorn (stagioni 1-in corso), interpretato da Henry Winkler, doppiato da Ambrogio Colombo.
È lo strambo avvocato della famiglia Bluth, un legale pieno di problemi che però alla fine riesce sempre, in un modo o nell'altro, a risolvere i guai della famiglia. Spesso rivela un comportamento bi-curioso, uno dei fattori della sua complicata vita.
- Oscar Bluth (stagioni 1-in corso), interpretato da Jeffrey Tambor, doppiato da Bruno Alessandro.
È il fratello gemello di George, che ha scelto di vivere lontano dalla civiltà, a contatto con la natura. Mentre il fratello è in prigione, tra Oscar e Lucille Bluth scoppia un'improvvisa passione.
- Ann Veal (stagioni 1-in corso), interpretata da Alessandra Torresani (stagione 1) e da Mae Whitman (stagioni 2-4), doppiata da Eva Padoan.
È la prima vera fidanzata di George-Michael. È una ragazza decisamente anonima, abbastanza bruttina e sovrappeso, che viene da una famiglia molto religiosa. A Michael non piace, spesso ne dimentica perfino l'esistenza, e cerca sempre di spingere il figlio a lasciarla.

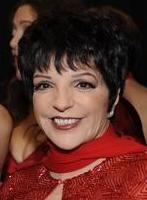
Liza Minnelli interpreta "Lucille 2" Austero
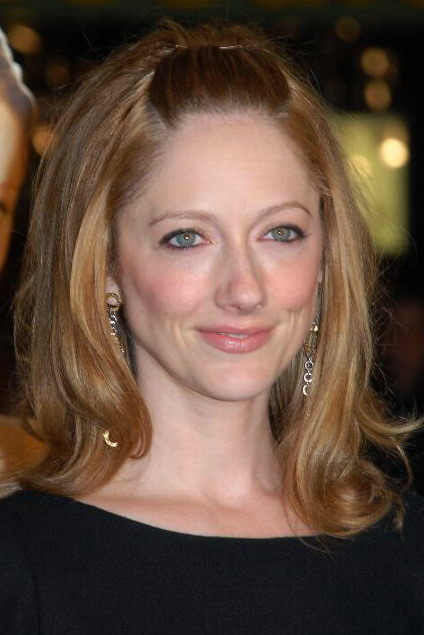
Judy Greer interpreta Kitty Sanchez
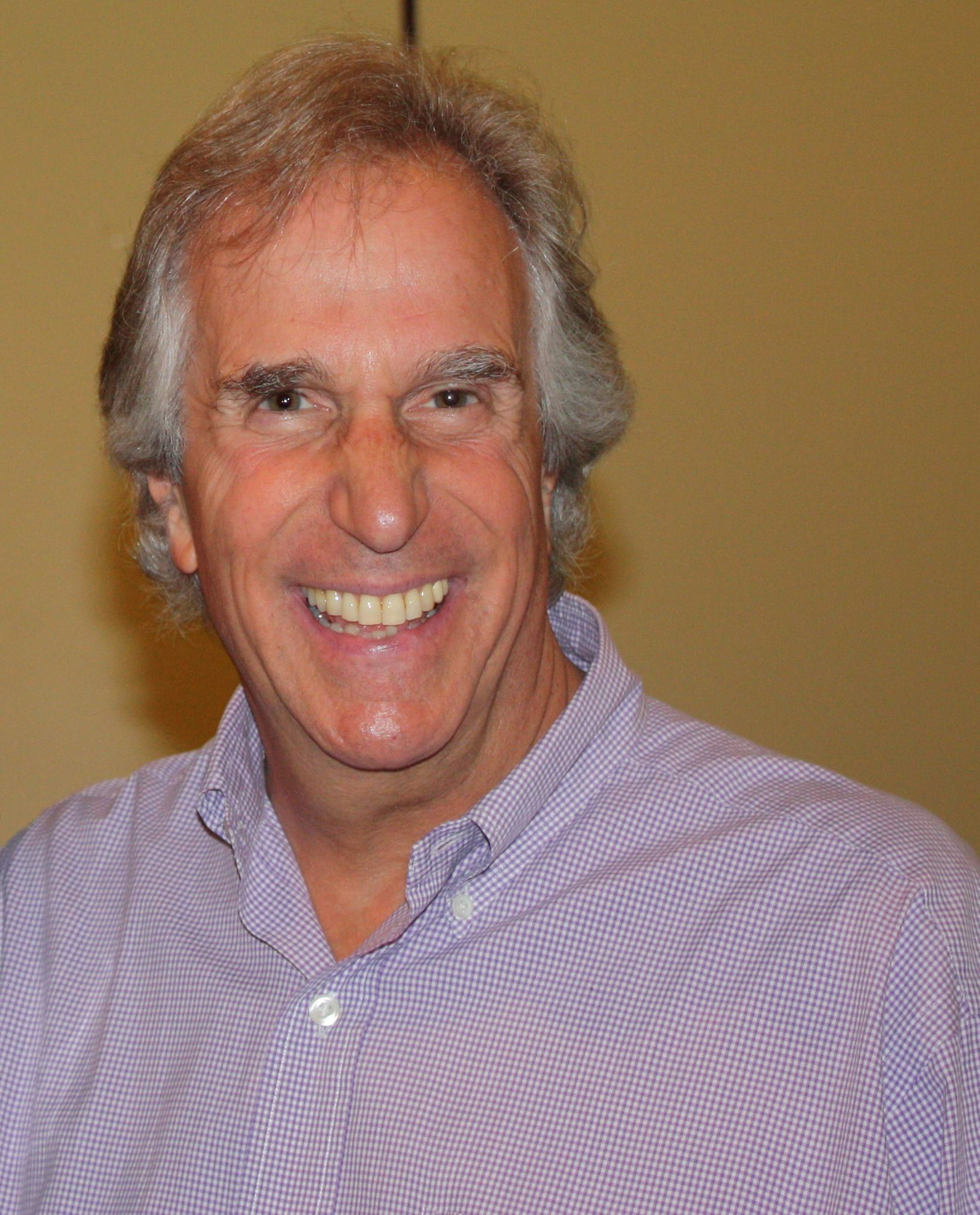
Henry Winkler interpreta Barry Zuckerkorn
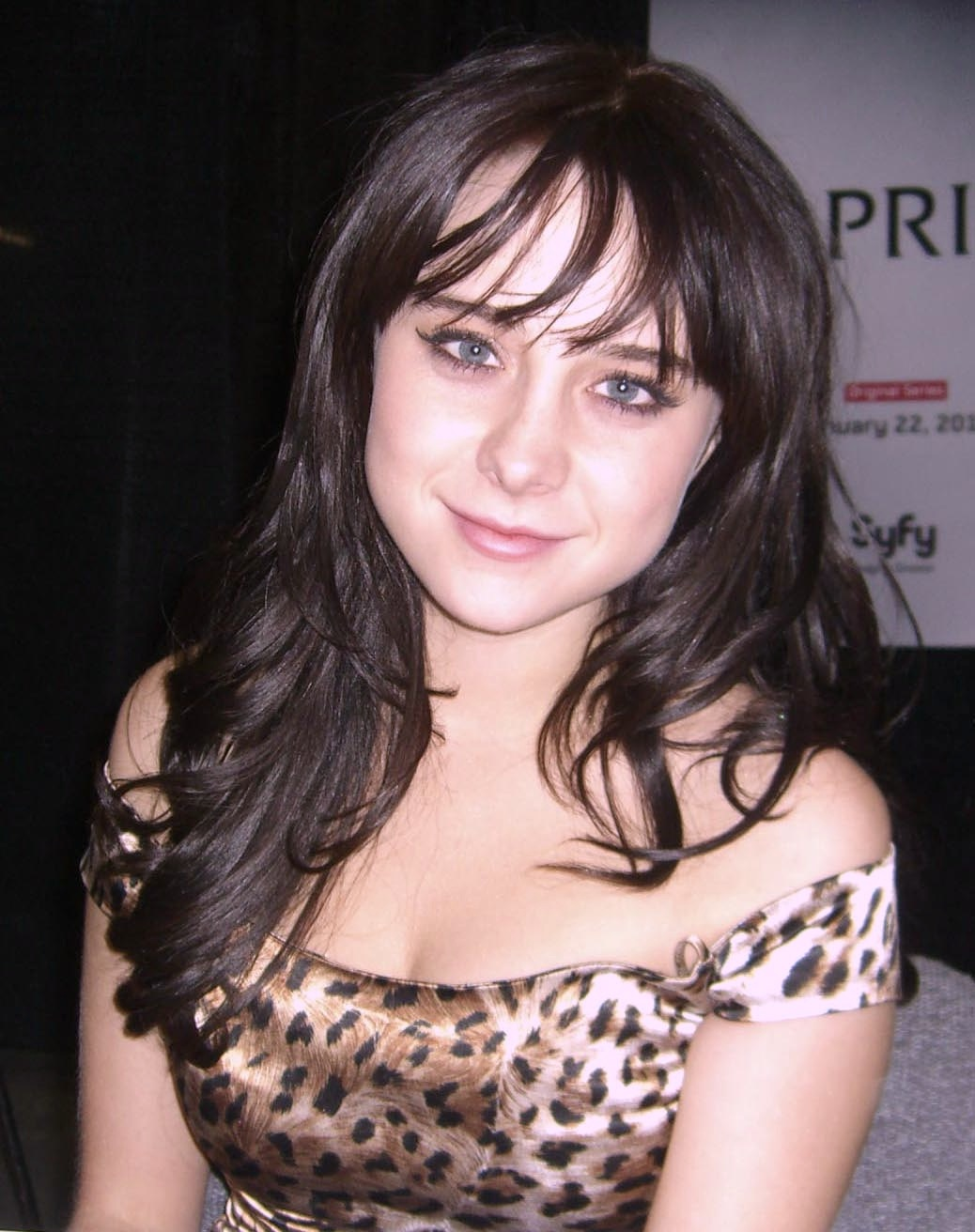
Alessandra Torresani interpreta Ann Veal nella prima stagione
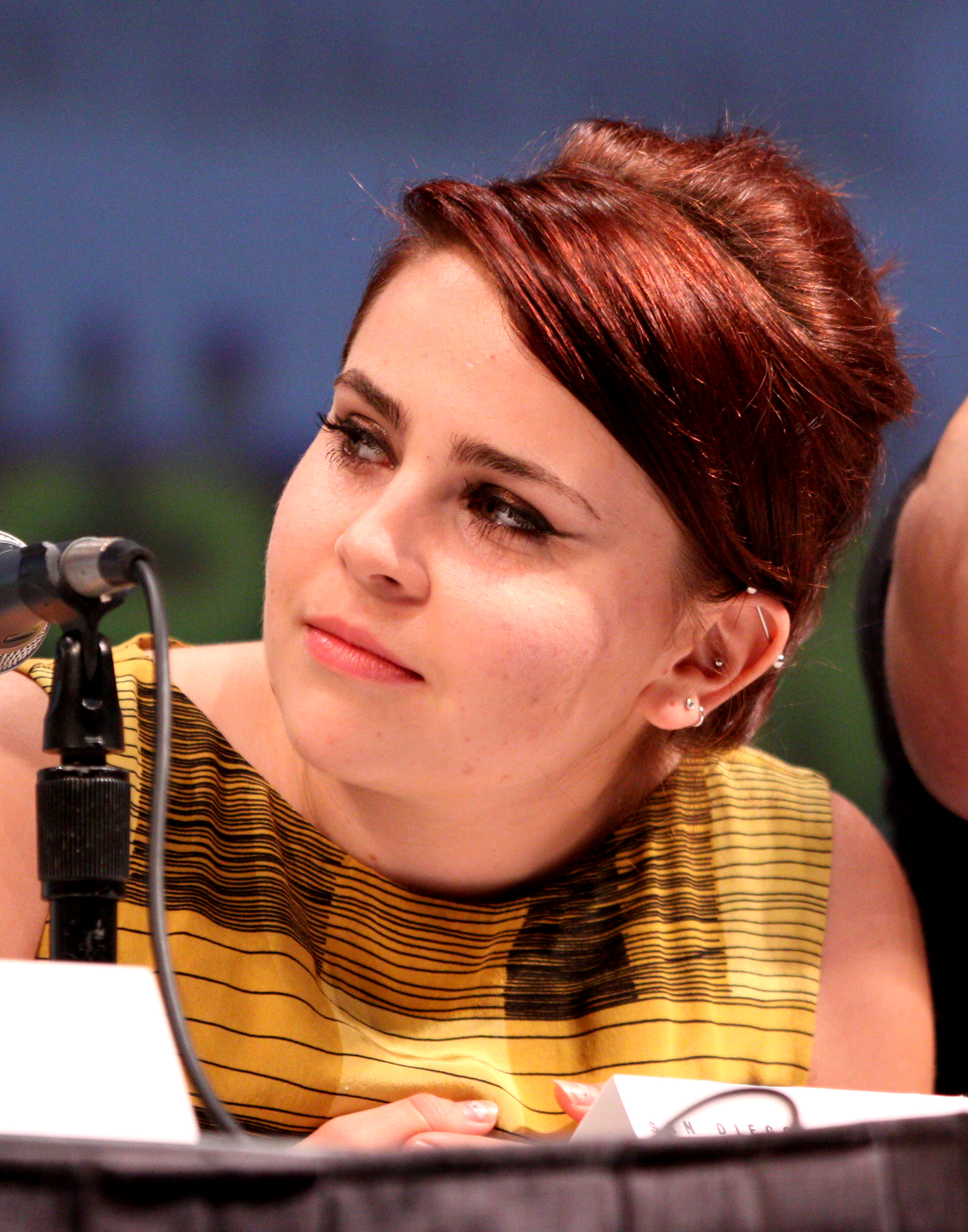
Mae Whitman interpreta Ann Veal dalla seconda alla quarta stagione

### Altri personaggi
- John Beard (stagioni 1-3), interpretato da sé stesso.
È l'anchorman di Fox News, che si trova sempre a dover dare conto delle sventure della famiglia Bluth.
- Marta Estrella (stagione 1), interpretata da Leonor Varela (ep. 1x03-1x04) e da Patricia Velásquez (ep. 1x07-1x13).
È un'affascinante attrice di una soap opera in lingua spagnola, che in breve tempo fa perdere la testa, in sequenza, a Gob, Michael e Buster.
- Lionel Ping (stagioni 1-2), interpretato da Michael Paul Chan.
È il giudice del tribunale chiamato a dirimere il processo contro George Bluth Senior.
- Moglie di G.O.B. (stagioni 1-2), interpretata da Amy Poehler.
È appunto, per breve tempo, la moglie di G.O.B., sposata in fretta e furia dopo una notte brava.
- Maggie Lizer (stagione 1-2), interpretata da Julia Louis-Dreyfus, doppiata da Alessandra Korompay.
È il pubblico ministero che porta avanti il processo contro George Bluth. Da anni finge, all'insaputa di tutti, di essere cieca. Intraprende una breve storia con Michael Bluth.
- Stan Sitwell (stagioni 2-3), interpretato da Ed Begley Jr., doppiato da Oliviero Dinelli.
È il presidente della Sitwell Company, l'azienda concorrente della Bluth Company. Soffre di una grave forma di alopecia areata.
- Rita (stagione 3), interpretata da Charlize Theron, doppiata da Rita Baldini.
È una giovane ragazza inglese che Michael incontra durante le sue indagini per cercare di scagionare il padre. Michael si innamora pazzamente di lei, ma proprio questo suo cieco amore gli impedisce di rendersi conto che in realtà la ragazza soffre di un ritardo mentale, che di fatto la porta a comportarsi come una bambina.
- Bob Loblaw (stagione 3), interpretato da Scott Baio.
È il nuovo avvocato della famiglia Bluth, in sostituzione di Barry.

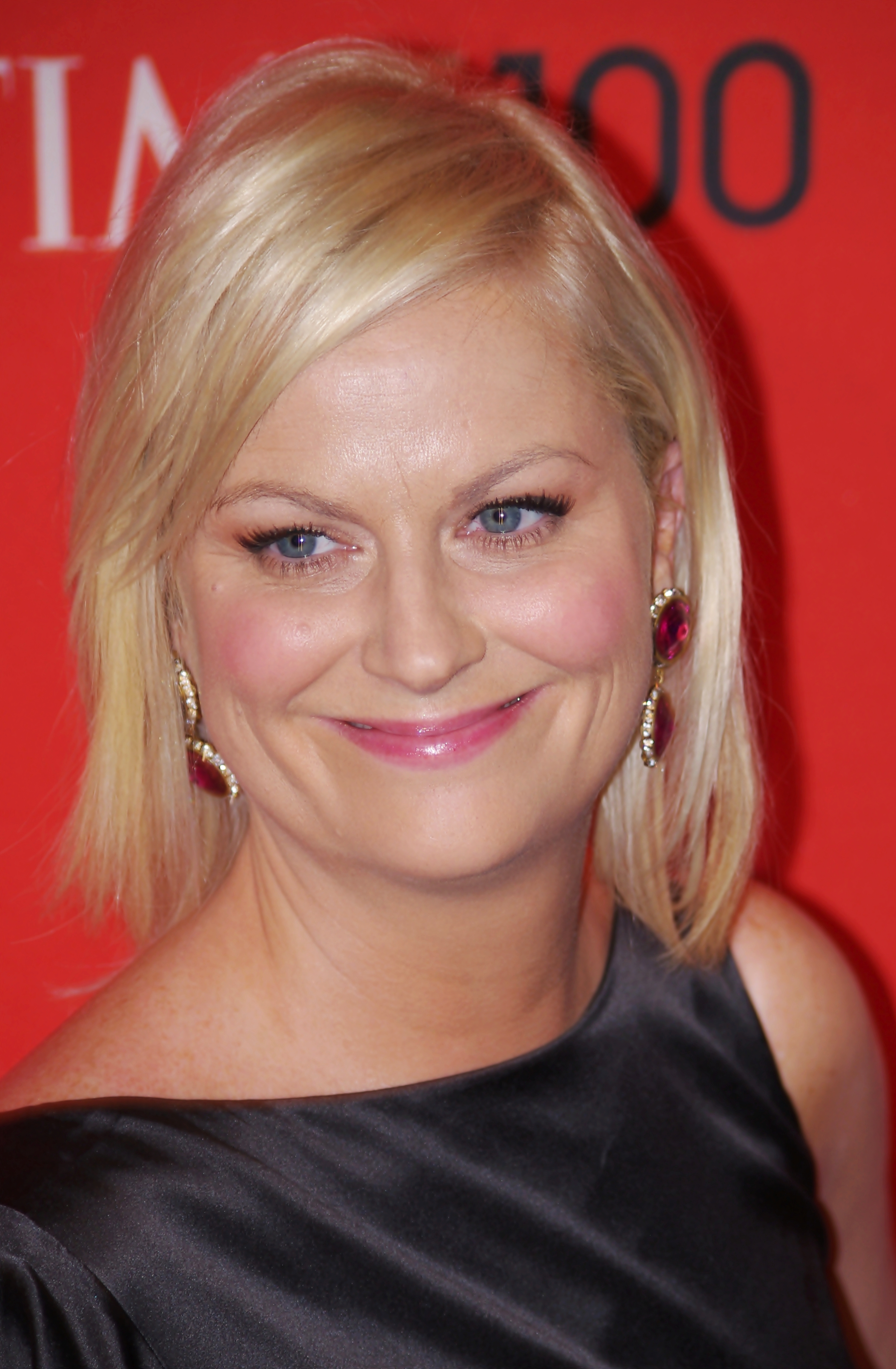
Amy Poehler interpreta la moglie di G.O.B.
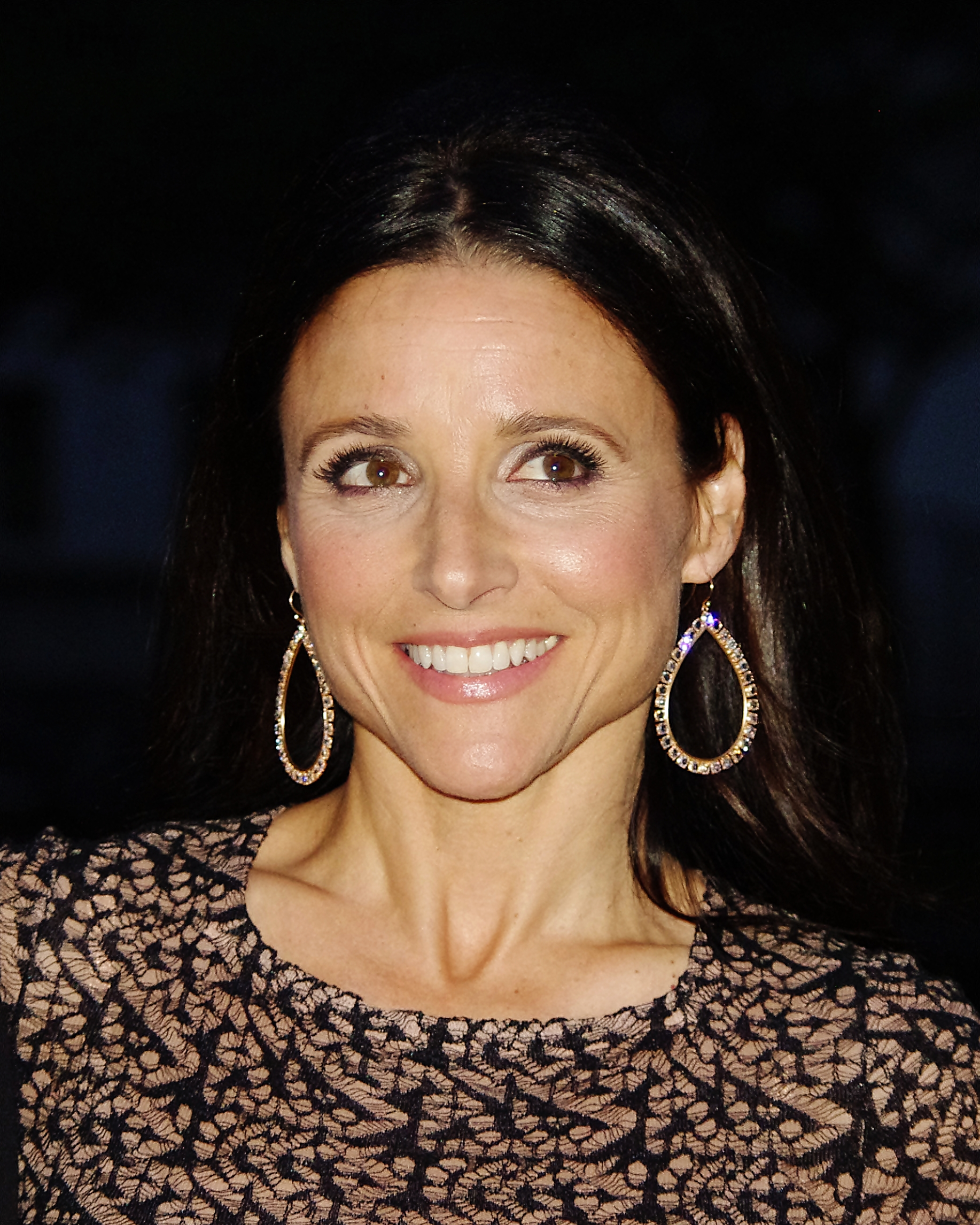
Julia Louis-Dreyfus interpreta Maggie Lizer
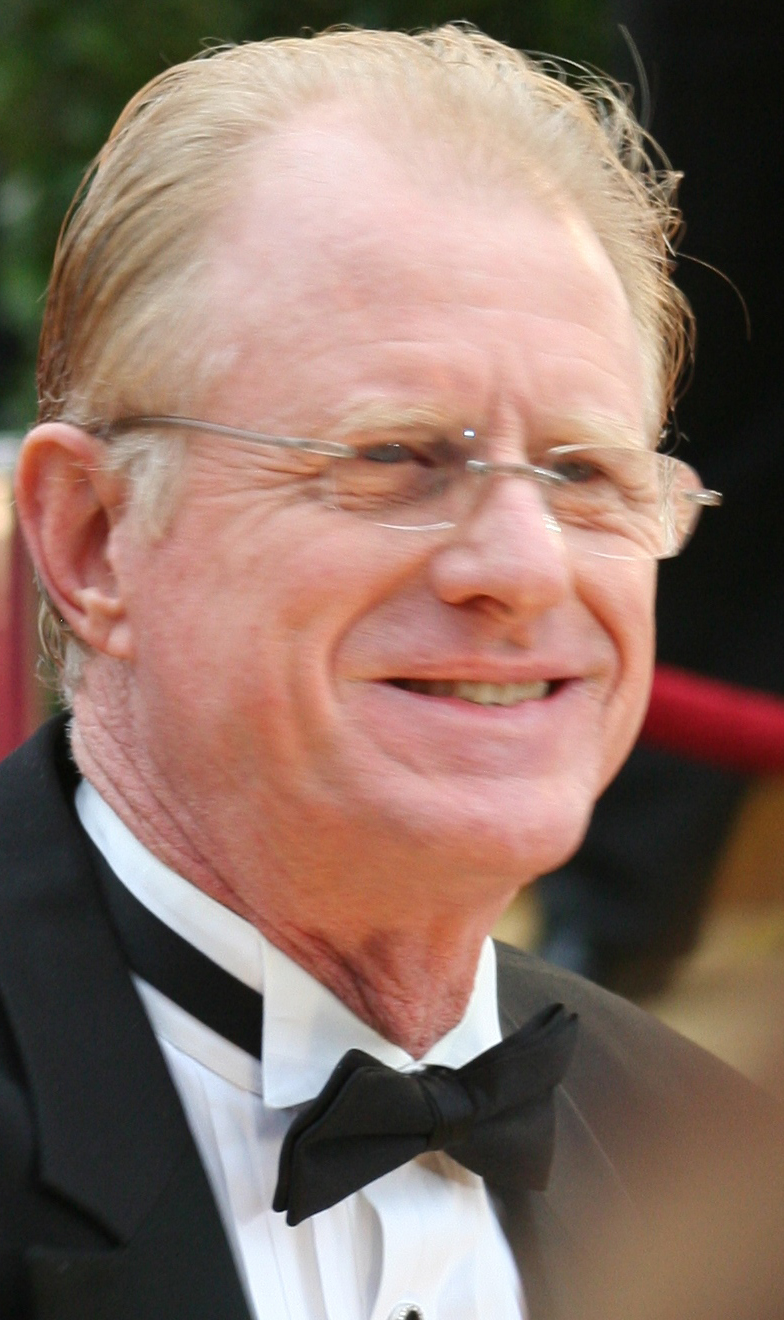
Ed Begley Jr. interpreta Stan Sitwell
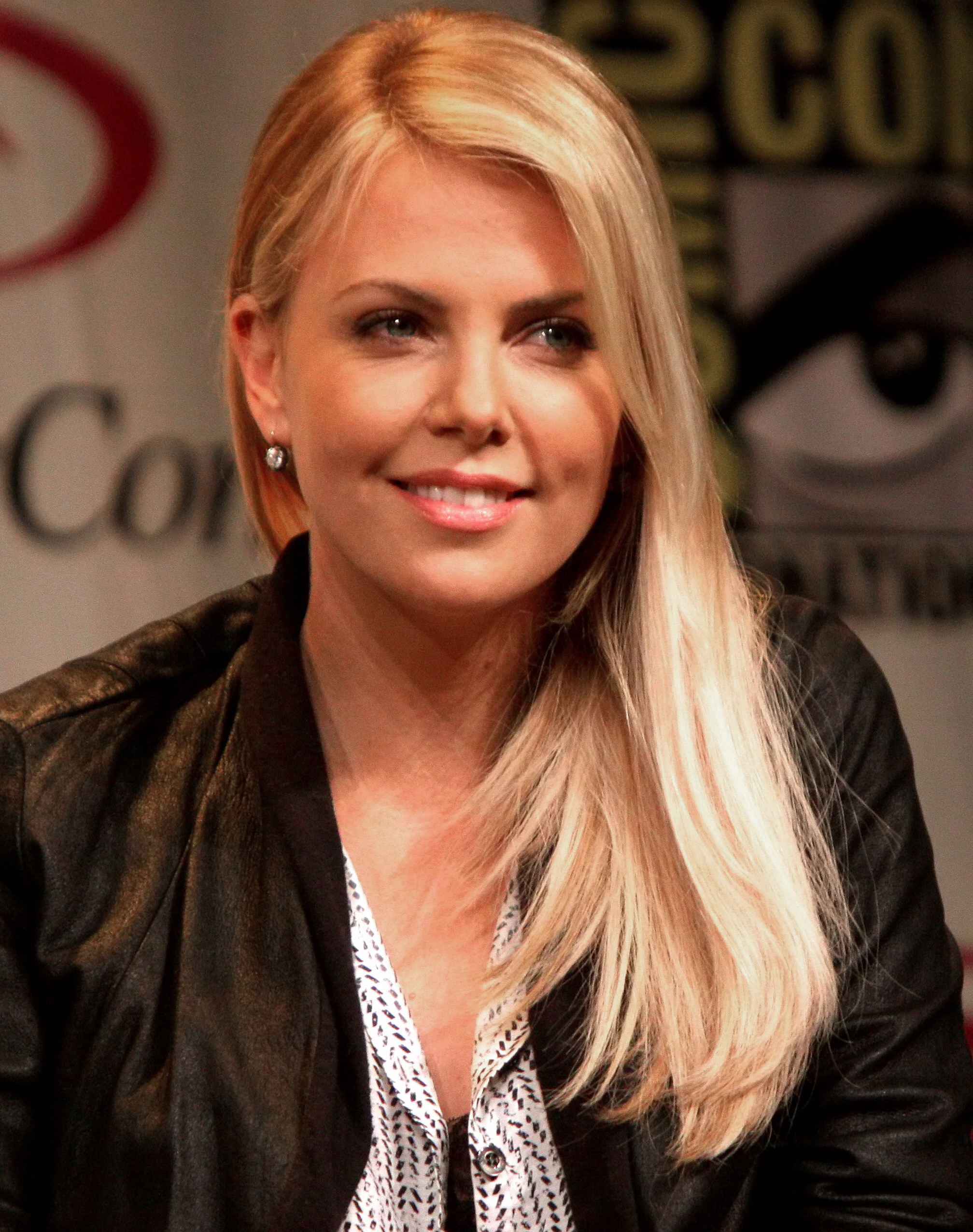
Charlize Theron interpreta Rita

## Produzione
Nonostante uno "zoccolo duro" di fan, fin dagli esordi Arrested Development non ha mai goduto di un folto seguito di pubblico, cosa che ne ha decretato la cancellazione dai palinsesti nel 2006, al termine della terza stagione. Da allora sono periodicamente stati fatti vari tentativi per riportare in produzione la serie, o per realizzare una sua trasposizione cinematografica. Sul finire del 2011 sono stati annunciati i piani per il ritorno di Arrested Development attraverso una miniserie televisiva, poi sfociato in un revival vero e proprio della serie, prodotta e distribuita in streaming da Netflix dal 2013 al 2019.

## Riconoscimenti
- 2003 - Satellite Award
  - Miglior serie commedia o musicale
  - Miglior attore non protagonista in una serie commedia o musicale a Jeffrey Tambor
  - Miglior attrice non protagonista in una serie commedia o musicale a Jessica Walter
- 2004 - Premio Emmy
  - Migliore serie comica o commedia
  - Migliore cast per una serie comica o commedia
  - Migliore regia per una serie comica o commedia a Anthony e Joe Russo (per l'episodio Tutti contro tutti)
  - Migliore sceneggiatura per una serie comica o commedia a Mitchell Hurwitz (per l'episodio Tutti contro tutti)
  - Outstanding single-camera picture editing for a comedy series (per l'episodio Tutti contro tutti)
- 2004 - Writers Guild of America Award
  - Best episodic comedy a Mitchell Hurwitz e Jim Vallely (per episodio Lezione da non dimenticare)
- 2004 - Satellite Award
  - Miglior attore in una serie commedia o musicale a Jason Bateman
  - Miglior attrice in una serie commedia o musicale a Portia de Rossi
- 2004 - TV Land Award
  - Future Classic
- 2005 - Golden Globe
  - Miglior attore in una serie commedia o musicale a Jason Bateman
- 2005 - Premio Emmy
  - Migliore sceneggiatura per una serie comica o commedia a Mitchell Hurwitz e Jim Vallely (per l'episodio Cugini pericolosi)
- 2005 - Satellite Award
  - Miglior attore in una serie commedia o musicale a Jason Bateman
- 2005 - Young Artist Awards
  - Supporting young actress ad Alia Shawkat

## Citazioni e riferimenti
Nel corso degli episodi di Arrested Development sono presenti molti riferimenti, espliciti e non, alle passate carriere dei protagonisti o alle loro vite private:
- Barry Zuckerkorn (interpretato da Henry Winkler) in molti episodi si atteggia cercando di emulare le classiche pose di Arthur Fonzarelli, personaggio interpretato da Winkler in Happy Days;
- Winkler cita ancora più esplicitamente Fonzie nell'episodio Genitori e figli della seconda stagione, quando Barry si trova al porto e, senza alcun motivo apparente, decide di saltare sopra uno squalo appena pescato. Il riferimento è all'espressione televisiva "saltare lo squalo" (jumping the shark), nata proprio in seguito a un episodio di Happy Days incentrato sul tentativo di Fonzie di saltare sopra uno squalo praticando sci nautico;
- Ron Howard, narratore della serie, qualche volta viene punzecchiato con alcune battute riferite al personaggio di Opie, interpretato da Howard durante l'infanzia nell'Andy Griffith Show;
- Bob Odenkirk, guest star in un episodio nei panni del terapista a cui si rivolgono Tobias e Lindsay, è stato partner di David Cross (interprete di Tobias) nella sketch comedy Mr. Show with Bob and David;
- Amy Poehler, la quale impersona in alcuni episodi la moglie di G.O.B., all'epoca era realmente la moglie di Will Arnett, l'interprete di G.O.B.;
- nell'episodio Regina per un giorno della seconda stagione, in cui Buster reincontra per la prima volta Lucille 2 (interpretata da Liza Minnelli), in sottofondo Tobias canta al karaoke New York, New York, canzone-simbolo della Minnelli. Lei stessa, commentando l'esibizione, aggiunge: «pensano tutti di essere Frank Sinatra»;
- nell'episodio Solo per gli inglesi della terza stagione, Michael rinfaccia a suo padre George Senior (interpretato da Jeffrey Tambor) di non saper mentire in maniera convincente, e gli consiglia di ispirarsi alla recitazione di Brad Garrett. Quando l'episodio andò in onda, Garrett aveva appena vinto il Premio Emmy come migliore attore non protagonista in una serie comica o commedia, battendo proprio Tambor;
- nell'episodio Non ti scordar di me della terza stagione, quando Bob Loblaw (interpretato da Scott Baio) si presenta come nuovo avvocato alla famiglia Bluth, puntualizza non essere questa la prima volta in cui si ritrova a sostituire Barry Zuckerkorn (interpretato da Henry Winkler). Il riferimento è al fatto che Baio entrò a suo tempo nel cast Happy Days per interpretare Chachi, personaggio pensato proprio per sostituire il Fonzie di Winkler;
- nell'episodio Il matrimonio della terza stagione, in una sequenza Buster (interpretato da Tony Hale) si ritrova chiuso in macchina a ballare Mr. Roboto degli Styx. Hale divenne noto al pubblico statunitense grazie a una pubblicità televisiva della Volkswagen in cui si ritrovava proprio chiuso in auto a ballare Mr. Roboto;
- sempre nell'episodio Il matrimonio, quando lo zio di Rita rivela alla famiglia Bluth che la nipote (interpretata da Charlize Theron) è così bella solo grazie alla chirurgia estetica, viene brevemente mostrata agli spettatori una foto del precedente aspetto fisico della ragazza. L'immagine mostrata è un fotogramma di Monster, film in cui la Theron appariva per esigenze di copione ingrassata e imbruttita;
- nell'episodio La cena di beneficenza della terza stagione, in cui la guest star Andy Richter (nei panni di sé stesso) impersona altri quattro gemelli identici, c'è un riferimento al nome della sitcom di cui Richter è stato protagonista, Quintuplets;
- nell'episodio Legami familiari della terza stagione, in cui Michael incontra la sua presunta sorella Nellie, la ragazza è interpretata dalla guest star Justine Bateman, la vera sorella di Jason Bateman (interprete di Michael).

## Trasmissione internazionale
- Stati Uniti: Fox
- America Latina: Fox Latin America
- Canada: Global Television Network
- Australia: The Comedy Channel e Seven Network
- Regno Unito: BBC One, BBC Two e BBC Four
- Svezia: TV4 AB
- Irlanda: TV3
- Mondo arabo: One TV
- Filippine: Entertainment Central (ETC)
- Asia: Star World
- Italia: Fox, Italia 1, Iris
- Norvegia: TV3
- Turchia: CNBC-e
- Paesi Bassi: RTL 7